# AGM-158C LRASM

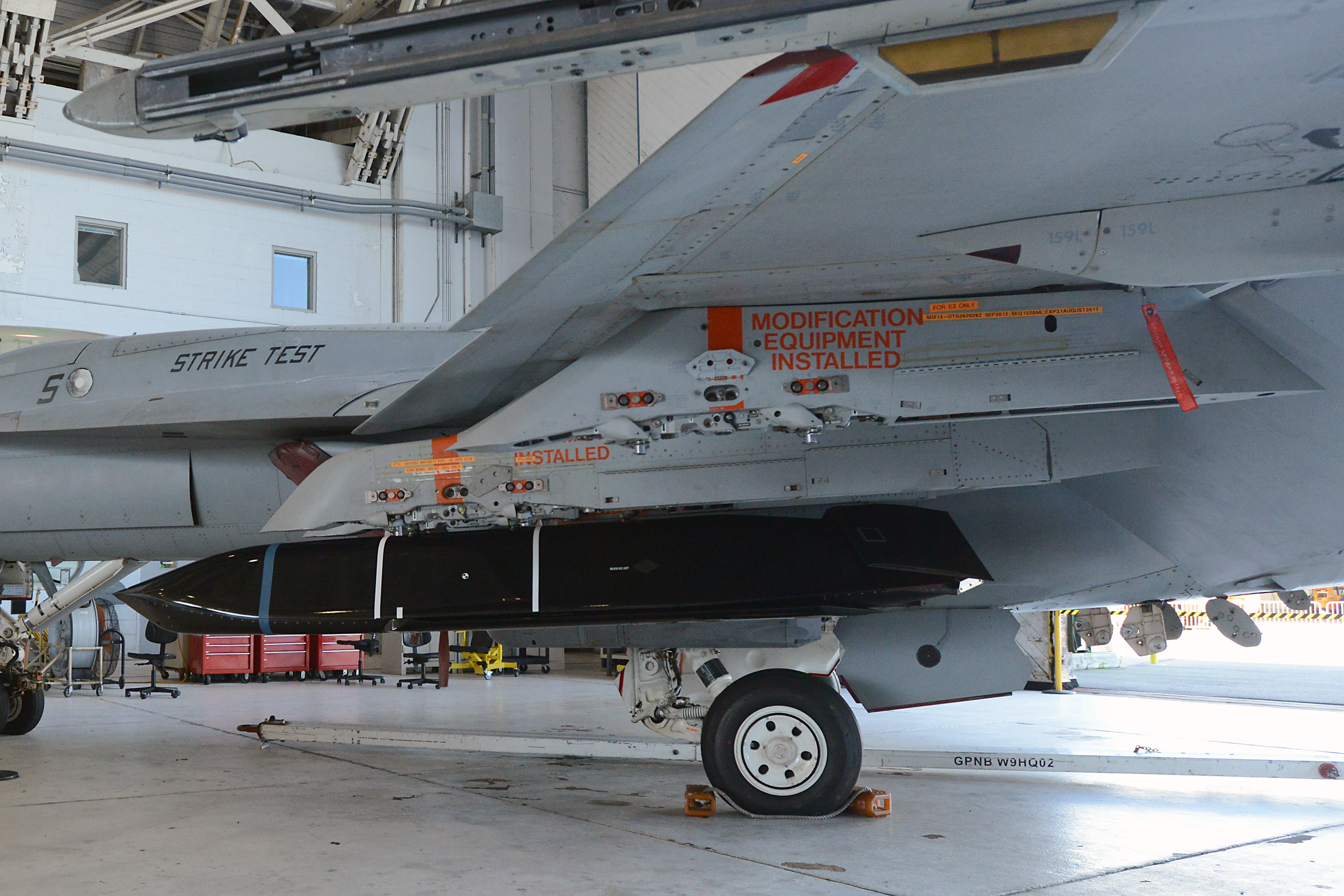
슈퍼 호넷에 장착된 LRASM

AGM-158C LRASM은 미국의 장거리 스텔스 공대함 순항 미사일이다.

## 역사
AGM-158B JASSM-ER 순항미사일은 장거리 스텔스 공대지 순항 미사일인데, 이것을 개량해서 수상함을 공격할 수 있게 했다.
AGM-158B JASSM-ER 순항미사일의 사거리는 930 km이지만, DARPA는 AGM-158C LRASM의 사거리가 370 km 이상이라고 발표했다. 센서의 추가 등으로 사거리가 줄었을 것이다. 사거리는 560 km로 추정된다.
FAS의 군사전문가 한스 크리스텐슨은 B-1B 랜서 4대에서 발사된 AGM-158C LRASM 96발로 중국 랴오닝호 항공모함 함대를 섬멸할 수 있을 것이라고 전망했다. 랜서는 AGM-158C LRASM 24발을 탑재한다. 아직 개발중이어서, 미사일이 실전배치되지는 않았다.
중국 군사평론가 천광원(陳光文)도 "B-1B의 고도 60 m 초저공 스텔스 비행 능력은 랴오닝함이나 호위 구축함의 방공 레이다로는 탐지할 방법이 없을 것"이라고 평가했다.

## 같이 보기
- 브라모스 순항 미사일
- 3M-54 클럽
- P-800 오닉스
- Kh-22
- Kh-35
- CJ-10
- 12식 지대함 미사일
- ASM-3